# 구봉산 (전남)
구봉산(九鳳山)은 전라남도 여수시에 있는 높이 388m의 산이다.
이 산은 아홉 마리 봉황이 앉아있는 형국과 같다 하여 지어진 이름이며, 산 밑에 서당이 있었다 하여 일명 서당산이라고 불린다.

## 방송 송신 시설
| 디지털TV   |                           |           |                      |        |                                                  |
| 가상채널   | 방송국명                  | 호출부호  | 물리채널             | 출력   | 가시청권                                         |
| CH 6-1     | KBC 광주방송 DTV          | HLDH-DTV  | CH 20                | 0.09㎾ | 여수, 순천 일부, 광양 일부, 고흥 일부, 보성 일부 |
| CH 7-1     | KBS순천 DTV2              | HLAA-DTV  | CH 21                | 0.09㎾ | 여수, 순천 일부, 광양 일부, 고흥 일부, 보성 일부 |
| CH 9-1     | KBS순천 DTV1              | HLCY-DTV  | CH 32                | 0.09㎾ | 여수, 순천 일부, 광양 일부, 고흥 일부, 보성 일부 |
| CH 10-1    | EBS 1TV                   | HLQL-DTV  | CH 31                | 0.09㎾ | 여수, 순천 일부, 광양 일부, 고흥 일부, 보성 일부 |
| CH 10-1    | EBS 2TV                   | HLQL-DTV  | CH 31                | 0.09㎾ | 여수, 순천 일부, 광양 일부, 고흥 일부, 보성 일부 |
| CH 11-1    | 여수MBC DTV               | HLAT-DTV  | CH 26                | 0.09㎾ | 여수, 순천 일부, 광양 일부, 고흥 일부, 보성 일부 |
| FM 라디오  |                           |           |                      |        |                                                  |
| 채널       | 방송국명                  | 호출부호  | 비고                 | 출력   | 가시청권                                         |
| 92.9MHz    | FEBC 전남동부극동방송     | HLEI-FM   | 97.5MHz 수신         | 1㎾    | 여수, 순천, 광양 일원                            |
| 93.7MHz    | GFN 광주영어방송          | HLSY-FM   |                      | 1㎾    | 여수, 순천, 광양 일원                            |
| 96.7MHz    | KBC MyFM                  | HLDH-FM   | 90.7MHz 수신         | 1㎾    | 여수, 순천, 광양 일원                            |
| 98.3MHz    | 여수MBC FM4U              | HLAT-FM   |                      | 2㎾    | 여수, 순천, 광양 일원                            |
| 99.5MHz    | CPBC광주가톨릭평화방송    | HLDL-FM   |                      | 1㎾    | 여수, 순천, 광양 일원                            |
| 100.9MHz   | KBS순천 제2라디오(해피FM) | HLKZ-SFM  | 102.7MHz 수신        | 0.5㎾  | 여수, 순천, 광양 일원                            |
| 102.1MHz   | CBS전남 라디오            | HLCL-FM   | 89.5MHz 수신         | 2㎾    | 여수, 순천, 광양 일원                            |
| 107.1MHz   | 여수MBC 라디오            | HLAT-SFM  | 100.3, 101.3MHz 수신 | 0.1㎾  | 여수, 순천, 광양 일원                            |
| 지상파 DMB |                           |           |                      |        |                                                  |
| 앙상블명   | 방송국명                  | 호출부호  | 채널(주파수)         | 출력   | 가시청권                                         |
| onam MBC   | myMBC TV                  | HLCN-TDMB | CH 7-A (175.280MHz)  | 90W    | 여수, 순천 일부, 광양 일부, 고흥 일부, 보성 일부 |
| U-KBS      | KBS STAR                  | HLKH-TDMB | CH 7-B (177.008MHz)  | 90W    | 여수, 순천 일부, 광양 일부, 고흥 일부, 보성 일부 |
| U-KBS      | HD KBS STAR               | HLKH-TDMB | CH 7-B (177.008MHz)  | 90W    | 여수, 순천 일부, 광양 일부, 고흥 일부, 보성 일부 |
| U-KBS      | KBS HEART                 | HLKH-TDMB | CH 7-B (177.008MHz)  | 90W    | 여수, 순천 일부, 광양 일부, 고흥 일부, 보성 일부 |
| U-KBS      | KBS MUSIC                 | HLKH-TDMB | CH 7-B (177.008MHz)  | 90W    | 여수, 순천 일부, 광양 일부, 고흥 일부, 보성 일부 |
| KBC u      | KBC-SBSu                  | HLDH-TDMB | CH 7-C (178.736MHz)  | 90W    | 여수, 순천 일부, 광양 일부, 고흥 일부, 보성 일부 |
| KBC u      | JTV-mYTN                  | HLDH-TDMB | CH 7-C (178.736MHz)  | 90W    | 여수, 순천 일부, 광양 일부, 고흥 일부, 보성 일부 |